# Garnotia stricta
Garnotia stricta är en gräsart som beskrevs av Adolphe-Théodore Brongniart. Garnotia stricta ingår i släktet Garnotia och familjen gräs. Utöver nominatformen finns också underarten G. s. longiseta.